# Cardeñosa (Ávila)
Cardeñosa es un municipio y localidad española de la provincia de Ávila, en la comunidad autónoma de Castilla y León. El término municipal tiene una población de 419 habitantes (INE 2024).

## Geografía
La población se encuentra a 1105 m sobre el nivel del mar. El término municipal, con una superficie de 40.50 km², limita con Ávila, Peñalba de Ávila, Monsalupe, Zorita de los Molinos, Alamedilla del Berrocal, Narrillos de San Leonardo y Mingorría.
| Noroeste: Monsalupe               | Norte: Peñalba                 | Noreste: Zorita de los Molinos |
| Oeste: Alamedilla del Berrocal    |                                | Este: Mingorría                |
| Suroeste: Alamedilla del Berrocal | Sur: Narrillos de San Leonardo | Sureste: Ávila                 |

### Comunicaciones
Está comunicada por la carretera comarcal que une la capital con Arévalo y a través de la estación de Cardeñosa de Ávila por la línea férrea entre Ávila y Salamanca.

## Historia

### Prehistoria y Edad Antigua

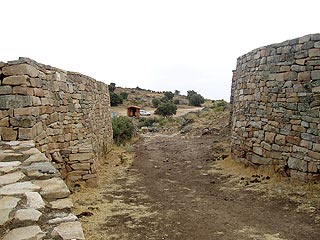
Reconstrucción de la puerta principal en el Castro de Las Cogotas

En el término municipal, junto al embalse del mismo nombre, se halla el importante yacimiento arqueológico de las Cogotas, con hallazgos correspondientes a la Edad del Bronce y a la Edad del Hierro.
También se encuentra en el término municipal, en el valle del Arroyo Cardiel un asentamiento que data del siglo XVIII a. C. y que estuvo habitado hasta el siglo V d. C. cuyo nombre es El Castillo. Juan Cabré en 1931 lo excava por primera vez buscando paralelismos con Las Cogotas sin éxito. Los restos de este yacimiento se pueden encontrar en el Museo Arqueológico Nacional en Madrid.

### Edad Media
En Cardeñosa murió el infante Alfonso de Castilla, hermano menor de Isabel la Católica y heredero al trono que disputaba con su hermanastro el rey Enrique IV, sin que las causas del fallecimiento hayan sido aclaradas. Unas fuentes afirman que al detenerse a descansar camino de Ávila desde Arévalo, al príncipe le sirvieron unas truchas escabechadas que parece pudieran ser la causa de un trastorno que le llevara a la muerte. Las crónicas oficiales hablan de una muerte por pestilencia, común en la Castilla del siglo XV, aunque la opinión popular e investigaciones recientes se decantan por el envenenamiento. Su fallecimiento fue la causa de que su hermana Isabel se aliara con los nobles en contra de Enrique IV y su hija Juana la Beltraneja para alcanzar el trono de Castilla.

### Edad Contemporánea
A mediados del siglo XIX, la villa tenía contabilizada una población de 816 habitantes. Aparece descrita en el quinto volumen del Diccionario geográfico-estadístico-histórico de España y sus posesiones de Ultramar de Pascual Madoz de la siguiente manera:

CARDEÑOSA: v. con ayunt. de la prov., part. jud. y dióc. de Avila (2 leg.), aud. terr. de Madrid (18), c. g. de Castilla la Vieja (Valladolid 20): sit. en un ramal que de las sierra de Avila se dirige de S. á N.; y entre 3 cuestas ó cerros que le dominan por el E., S. y O.; la combaten los vientos N., y su clima es sano, sin que se padezca en lo general mas enfermedades que las calenturas estacionales. Tiene sobre 204 casas de las cuales, solo dos, la del cura y la llamada de los frailes son de habitacion alta; las demas como de 4 varas de altura y en lo general de mala distribucion interior, teniendo pozos una tercera parte de ellas, se hallan en dos calles y dos barrios; la principal de aquellas atraviesa la pobl. de S. á N. y esto se encuentran el uno al E. y el otro en el centro; hay casa de ayunt., cárcel, una pequeña plaza en medio de la calle principal, escuela de instruccion primarla comun á ambos sexos á cargo de un maestros dotado con 1,100 rs. y una igl. parr. (Sta. Cruz) servida por un párroco cuyo curato es de primer ascenso, de presentacion de S. M. en los meses apostólicos y del ob. en los ordinarios; tiene ademas un beneficiado simple servidero agregado á la dignidad episcopal cuyas cargas levanta el párroco: en los afueras del pueblo se encuentran, el cementerio que en nada perjudica á la salud pública; 2 ermitas, una al SE. (el Sto. Cristo) entre peñascos, que se dice haber sido en otro tiempo conv. de templarios, y la otra casi en frente de la anterior (la Madre de Dios), ambos se hallan al cuidado de 2 vec., y 5 fuentes públicas con cañerias que son á manera de pozos con un arca de piedra encima de la una; sus aguas abundantes y buenas, las de los pozos y las de los arroyos y manantiales del térm. de los que se harán mencion mas adelante, sirven para el uso de los vec. y de los ganados. El térm. se estiende de N. á S. 5/4 de leg., de E. á O. una, y de circunferencia 4, y confina N. Peñalba y Monsalupe; E. el r. Adeja; S. Narrillos de San Leonardo, y O. Alamedilla y deh. de Manzaneros todo él se halla ocupado por las denominadas sierras de Avila, las cuales terminan por la parte del N. de este pueblo á la 1/2 leg. del mismo; hay 3 arroyuelos tan escasos de aguas que la mayor parte del año estan secos; corren de S. á N. y se unen al r. Adaja; este, que sirve segun queda dicho, de lím. de la v., es de curso perenne en lo general; pero de poca agua: hallándosela pobl. como á 1/4 leg. de su márg. izq., su cauce es profundo, y los pescados de que abunda son bermejuelas, cachos, barbos y alguna anguila; sus aguas dan impulso en lo que corre por este térm. á 6 molinos harineros y un batan, y las de los arroyos se utilizan para el riego de algunos prados y huertos. El terreno es sumamente quebrado, flojo, pedregoso en su mayor parte, de secano y algo de regadio; se cultivan 1,928 obradas de tierra, que producen un año y descansan otro, de las cuales 220 son de primera calidad, 500 de segunda y 1,208 de tercera, todas de secano (fertilidad general 6 por 1); hay ademas 170 obradas de viñas en tres pagos, de los cuales, 50 son de primera calidad, igual número de segunda y 70 de tercera, 200 obradas de escelentes prados de regadío, 160 de prados de secano, 400 de monte encinar, 38 de huertos de hortaliza y frutales de que 12 son de primera calidad, 18 de segunda y 8 de tercera, y por último, 1871 obradas de tierra yerma, matas y cantos, que producen inferior pasto. caminos: veredas que dirigen á los pueblos limítrofes, y uno de herradura que conduce desde Avila á Arévalo y tierra de Moraña, el cual se halla en mal estado. El correo se recibe de Avila. prod.: trigo, cebada, centeno, algarrobas, garbanzos, algunas muelas, vino, poca fruta, hortaliza, leña y pastos; la mayor cosecha, centeno; mantiene ganado lanar fino, vacuno, cabrio mular, caballar y de cerda; cria caza de perdices, conejos y liebres, la pesca menor ya referida, y no faltan lobos, raposas y algunos reptiles: ind.: la agrícola y grangeria es la principal; hay los 6 molinos y un batan ya mencionados, 2 posadas y 15 lagares. comercio: 2 tiendas de géneros del pais, y esportacion de los frutos sobrantes para los mercados de Avila, en donde se surten de casi todo lo necesario para el vestido de que carecen y de algunas cosas que no son de primera necesidad para la comida. pobl.: 176 vec., 816 alm. cap. prod.: 1.305,250 rs. imp.: 51,882. industria y fabril 11,150. contr.: 22,908 con 16. presupuesto municipal: 8,967 rs. que se cubren con los productos de propios, los de arbitrios, por el aprovechamiento de los pastos de la deh. boyal y por reparto vecinal.
(Madoz, 1846, p. 555)

En Cardeñosa o en Ávila nació en el año de 1877, el abogado, editor y político liberal Nicasio Velayos Velayos, elegido diputado en cortes a lo largo de varias legislaturas entre los años 1916 y 1936, quien sería nombrado ministro de Agricultura de la segunda república en el gobierno de Lerroux en 1935, y que ostentaría el cargo de decano del colegio de Abogados de Ávila hasta su muerte en 1951.
Su paisaje de afloramiento granítico dio lugar a una importante actividad de cantería.

## Demografía
Cardeñosa cuenta con una población de 419 habitantes (INE 2024).
| Gráfica de evolución demográfica de Cardeñosa entre 1842 y 2021                                                       |
| |
| Población de derecho según los censos de población del INE. Población de hecho según los censos de población del INE. |

## Patrimonio

### Iglesia de la Invención de la Santa Cruz

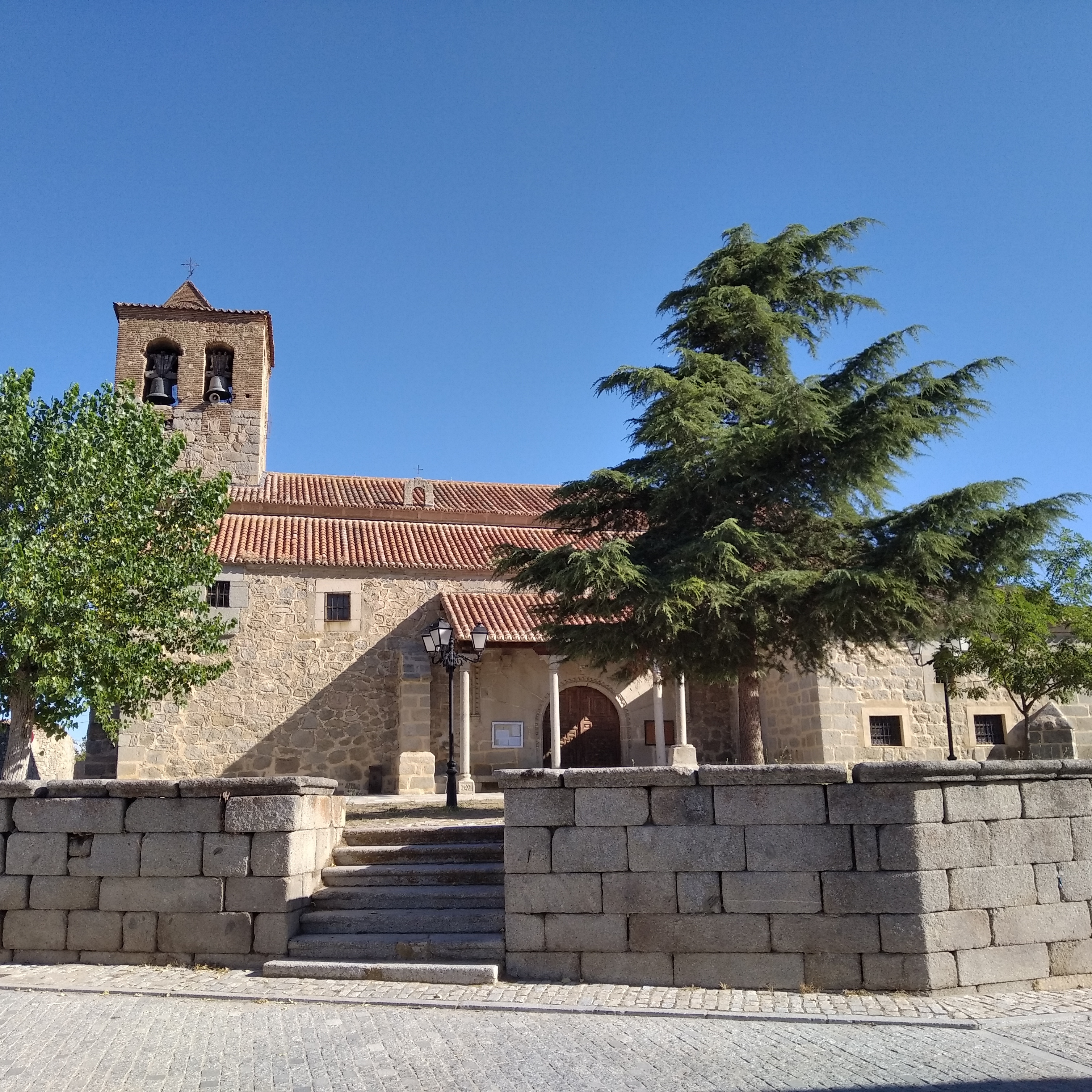
Iglesia de la Invención de la Santa Cruz

La fabricación de la iglesia de la Invención de la Santa Cruz comenzó a finales del siglo XV. El Concejo de Ávila del 11 de septiembre de 1518 se conceden 10 cargos de madera al Concejo de Cardeñosa para continuar la obra de dicha iglesia. Se terminó la construcción del edificio en el siglo XVI con mampostería principalmente.

### Arco de Conejeros

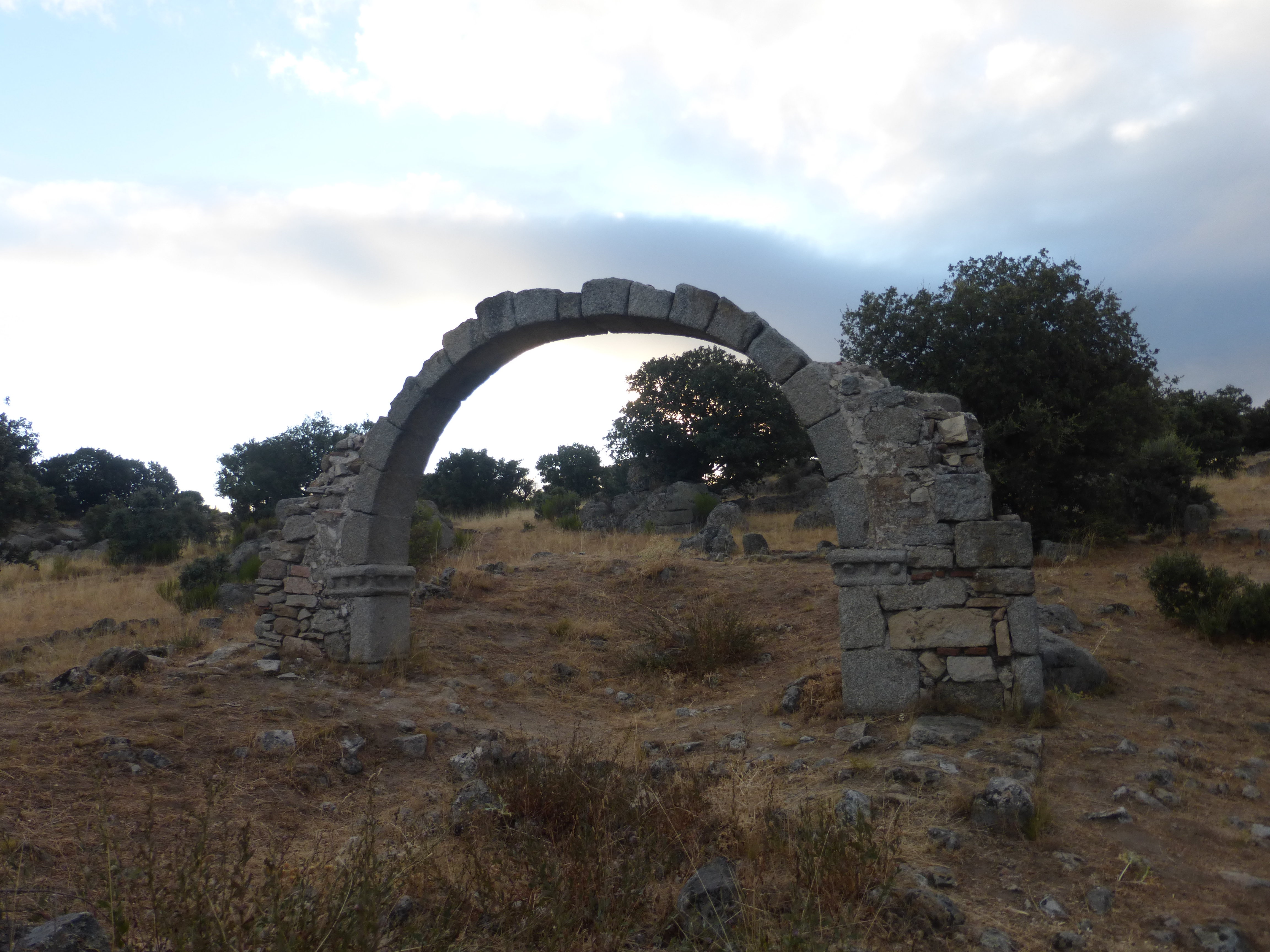
Foto del arco toral del despoblado de Conejeros

Situado a 2 km dirección sureste de Cardeñosa y a 1 km dirección noroeste desde Las Cogotas, se trata de un arco toral de una iglesia que data sobre 1250. La iglesia se encontraba en el poblado medieval de Conejeros que se despobló en el siglo XVIII.

### Viacrucis
El recorrido del viacrucis es similar al recorrido de la Jerusalén ya que están colocadas todas las estaciones a distancia y altura al igual que el original. Empezando en la cruz de la entrada de la iglesia de la Invención de la Santa Cruz y terminando en la Cruz de los Templarios de la ermita del Cristo.